# 10,5 cm leFH 18
105-мм польова гармата leFH 18 (нім. 10,5-cm-leichte Feldhaubitze 18) — німецька 105-мм легка польова гаубиця, яка використовувалася під час Другої світової війни як стандартна артилерійська система піхотних формувань вермахту. Прийнята на озброєння в 1935 році та перебувала на озброєнні усіх німецьких дивізій та окремих артилерійських дивізіонів. З 1935 року до кінця війни німецька промисловість виробила 11 848 одиниць, а також 10 265 одиниць модифікованого варіанту leFH 18/40.
Розроблена наприкінці 1920-х років, гаубиця являла собою суттєвий прогрес у порівнянні зі своїм попередником 10,5 cm leFH 16. Вона перевершувала за калібром своїх ранніх суперників у війні, маючи адекватну дальність і вогневу міць, але мала сучасний розділений лафет, який забезпечував їй більшу стійкість і рухливість, що також сприяло ефективності застосування артилерійської системи, особливо в бруді та снігу на Східному фронті.
Версія LeFH 18 отримала подальший розвиток як leFH 18М і leFH 18/40. Починаючи з 1942 року, гаубицю почали встановлювати на самохідні артилерійські установки на шасі Panzer II, Н35, Char B1 або 37L. 105-мм польова гармата leFH 18 також перебувала на озброєнні союзників Німеччини та армій європейських нейтральних країн до та під час війни.

## Історія

### Створення
У 1920-х роках керівництво Рейхсверу провело дослідження, за результатами якого було з'ясовано, що 105-мм артилерійський снаряд був ефективнішим за 75-мм еквівалент, без значного збільшення його собівартості. 1 червня 1927 року Управління військової техніки (Heereswaffenamt) опублікувало секретний наказ № 59/27 з вимогами до розробки на замовлення сухопутних військ нової легкої польової гаубиці. Проєкту було присвоєно II рівень пріоритетності, «найважливіша робота». В 1928 році компанія Rheinmetall-Borsig з Дюссельдорфа розробила креслення та провела початкові розрахунки на цей проєкт. У 1930 році проєктування було завершено, а серійне виробництво почалося на початку 1930-х років.
На момент початку Другої світової війни вермахт мав на озброєнні 4862 гаубиці leFH 18. Поставки з вересня 1939 року по лютий 1945 року склали 6933 одиниці «leFH 18 на колісних лафетах». Rheinmetall і Krupp були першими виробниками, але до 1942 року попит почав перевищувати обсяги виробництва, тому виробництво перемістили на шість фірм у Пльзені, Альтоні, Ельбінгу, Магдебурзі, Дортмунді та Борзігвальде. У 1943 році виготовлення гаубиці коштувало в середньому 16 400 рейхсмарок, 6 місяців і 3 200 людино-годин.

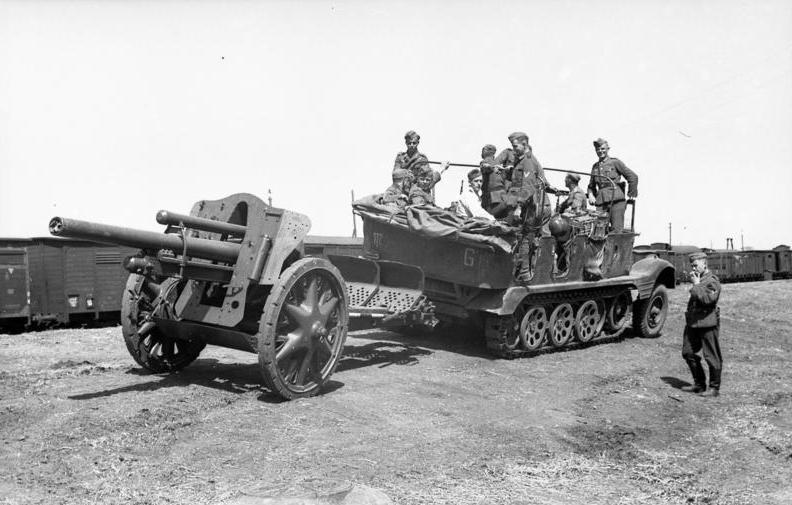
105-мм польова гармата leFH 18 на моторизованій тязі з напівгусеничним артилерійським тягачем Sd.Kfz 11. Район Воронежа. Східний фронт. Літо 1942 року

Моторизована версія гармати кріпилася безпосередньо без перекладини до Sd.Kfz.6 або Sd.Kfz 11 і міг легко досягти маршової швидкості 40 км/год, що дорівнювалося денному маршу батареї на кінній тязі. Моторизована батарея leFH 18 мала радіус дії в 10 разів більший, ніж кінна, і вимагала на 49 осіб обслуги менше.

### Бойове застосування
26 липня 1935 року після успішного проведення випробувань польова гаубиця leFH 18 була офіційно прийнята на озброєння вермахту та, починаючи з 1937 року, замінила leFH 16 в артилерійських дивізіонах. В пріоритеті при проведення переозброєння були танкові дивізії. Незабаром артилерійська система стала стандартною дивізійною польовою гаубицею, яку використовував вермахт у ході Другої світової війни. Загалом у вермахті було 1023 дивізіонів легкої польової артилерії на кінній тязі та 62 дивізіони легкої моторизованої артилерії в танкових і панцергренадерських дивізіях, а також у резерві Головного артилерійського штабу Сухопутних військ.
Хоча гаубиця споконвічно не призначалася для ведення протитанкового вогню в бойових порядках першої лінії, за відповідних обставин її доволі ефективно використовували в протитанковій боротьбі, зокрема в Північноафриканській кампанії, де 23 листопада 1941 року артилерійські батареї 33-го артилерійського полку 15-ї танкової дивізії відіграли важливу роль у розгромі британських бронетанкових сил у зіткненнях під Сіді-Резег під час операції «Крусейдер». Водночас, через особливості характеру бойових дій на Східному фронті легкі польові гаубиці leFH 18 були менш успішними в протитанковій ролі.
У ході радянського контрнаступу в битві під Москвою відступаючу німецьку артилерійську техніку на кінній тязі часто доводилося кидати напризволяще через сильні снігопади та виснаження тварин. Досвід першої зими привів до використання більшої кількості тяглових коней і корму, навантаженого на передку. Артилерійській обслузі часто доводилося йти пішки, щоб пощадити навантажених коней, які легко виснажувалися. Бажання створити легший лафет, який би не перешкоджав мобільності, безпосередньо призвело до розробки leFH 18/40.

## Зброя схожа за ТТХ та часом застосування
- 10-см гаубиця M.14 «Skoda» 14/19
- 105-мм польова гармата M. 15
- 105-мм польова гармата 105/14 modello 18
- 107-мм дивізійна гармата зразка 1940 (М-60)
- 100-мм польова гармата БС-3
- 107-мм гармата зразка 1910/30 років
- 105-мм польова гармата K 17
- 105-мм польова гармата leFH 16
- 105-мм польова гармата M.12
- 105-мм гаубиця MÁVAG 40/43M
- 105-мм гаубиця modèle 1934 Schneider
- 105-мм польова гармата modèle 1925/27 Schneider
- 105-мм польова гармата modèle 1936 Schneider
- 105-мм легка причіпна гаубиця M101
- 105-мм польова гармата Model 1927
- 105-мм польова гармата Тип 38
- 105-мм польова гармата Тип 92